# Біличеве
Бі́личеве — колишнє село в Україні, у Чорнухинському районі Полтавської області. Населення становило 10 осіб (2001). На 2014 рік у селі ніхто не проживав. Село підпорядковувалося Кізлівській сільській раді.
Полтавська обласна рада рішенням від 27 червня 2014 року у Чорнухинському районі виключила з облікових даних село Біличеве Кізлівської сільради.

## Географія
Село Біличеве знаходилося на відстані 0,5 км від села Новий Артополот (зняте з обліку) та за 4 км від смт Чорнухи. Через південну околицю села протікає пересихаючий струмок Артополот.